# Mijaíl Voronin
Mijaíl Voronin (en ruso Михаи́л Я́ковлевич Воро́нин, Moscú, Rusia, 26 de marzo de 1945 - Óblast de Moscú, 22 de mayo de 2004) fue un gimnasta artístico ruso, que compitió representando a la Unión Soviética consiguiendo ser doble campeón olímpico en 1968 en las pruebas de salto de potro y barra horizontal.

## Carrera deportiva
En el Mundial de Dortmund 1966 gana cuatro medallas: oro en la general individual —por delante de los japoneses Shuji Tsurumi y Akinori Nakayama—, oro en anillas —de nuevo por delante del japonés Akinori Nakayama y del italiano Franco Menichelli—, y dos platas, en caballo con arcos y barras paralelas.
En los JJ. OO. celebrados en México en 1968 gana oro en salto de potro y barra horizontal, plata en anillas, paralelas, en la general individual —tras el japonés Sawao Kato— y en equipo, tras Japón y delante de Alemania del Este.
En el Mundial de Liubliana 1970 gana plata en equipos, y dos bronces en anillas y paralelas.
Por último, poniendo punto final a esta muy exitosa carrera deportiva, en los JJ. OO. celebrados en Múnich en 1972 consigue la plata en el concurso por equipos, tras Japón y por delante de Alemania del Este, siendo sus compañeros de equipo: Nikolai Andrianov, Viktor Klimenko, Alexander Maleev, Vladimir Schukin y Edvard Mikaelian; además consigue la plata en anillas, tras el japonés Akinori Nakayama.